# 托馬斯·米庫克基斯
托馬斯·米庫克基斯（1983年1月13日—）是一位立陶宛足球運動員。在場上的位置是後衛。他現在效力於俄羅斯足球超級聯賽球隊莫斯科魚雷足球俱樂部。他也代表立陶宛國家足球隊參賽。